# Opius extendicella
Opius extendicella är en stekelart som beskrevs av Maximilian Fischer 1972. Opius extendicella ingår i släktet Opius och familjen bracksteklar. Inga underarter finns listade i Catalogue of Life.